# Deutsche Meisterschaften im Bahnradsport 2024

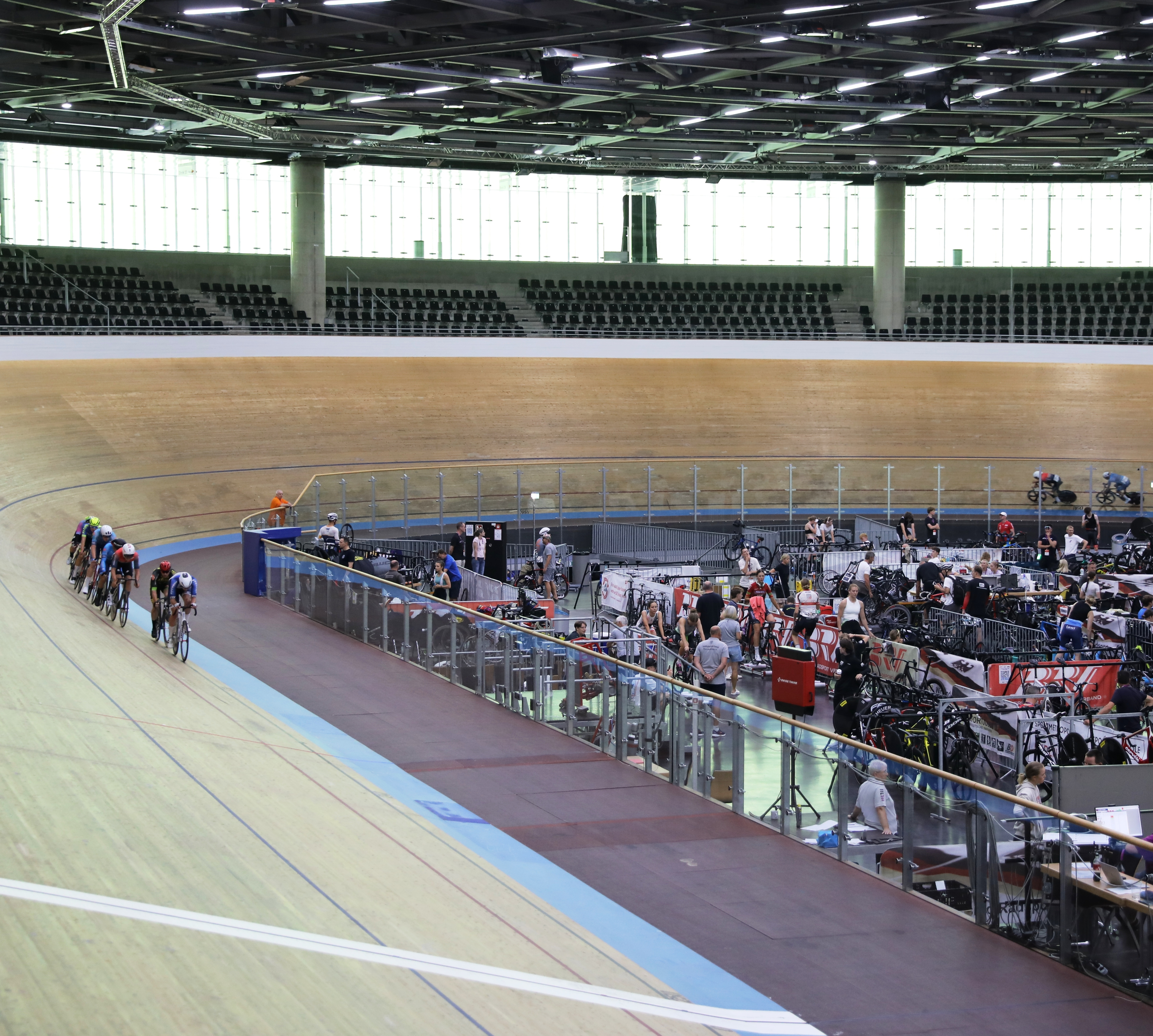
Das Velodrom in Berlin während der deutschen Meisterschaften 2024

Die 137. Deutschen Meisterschaften im Bahnradsport 2024  der Klassen Elite, U19 und U17 fanden vom 14. bis 18. August im Berliner Velodrom statt. Die Bahn war damit zum fünften Mal Austragungsort von deutschen Bahnmeisterschaften.
Die deutschen Meisterschaften im Steherrennen wurden getrennt vom 28. bis 30. Juni auf der Radrennbahn Bielefeld ausgetragen, die deutschen Meisterschaften im Omnium (U15 m/w und U17 m/w) vom 13. bis 14 Juli in Mannheim. Die Omniums-Meisterschaften für die Junioren und die Elite sind vom  13. bis 14. Dezember in der Oderlandhalle in Frankfurt (Oder) geplant.

## Zeitplan (Finalläufe/Elite)
| Datum                  | Disziplinen Frauen                           | Disziplinen Männer                       |
| ---------------------- | -------------------------------------------- | ---------------------------------------- |
| Mittwoch, 14. August   | Scratch                                      | Einerverfolgung                          |
| Donnerstag, 15. August | Mannschaftsverfolgung, Teamsprint            | Mannschaftsverfolgung, 1000-m-Zeitfahren |
| Freitag, 16. August    | Punktefahren, 500-m-Zeitfahren               | Ausscheidungsfahren, Teamsprint, Scratch |
| Samstag, 17. August    | Einerverfolgung, Ausscheidungsfahren, Keirin | Zweier-Mannschaftsfahren, Sprint         |
| Sonntag, 18. August    | Sprint, Zweier-Mannschaftsfahren             | Punktefahren, Keirin                     |

## Verlauf

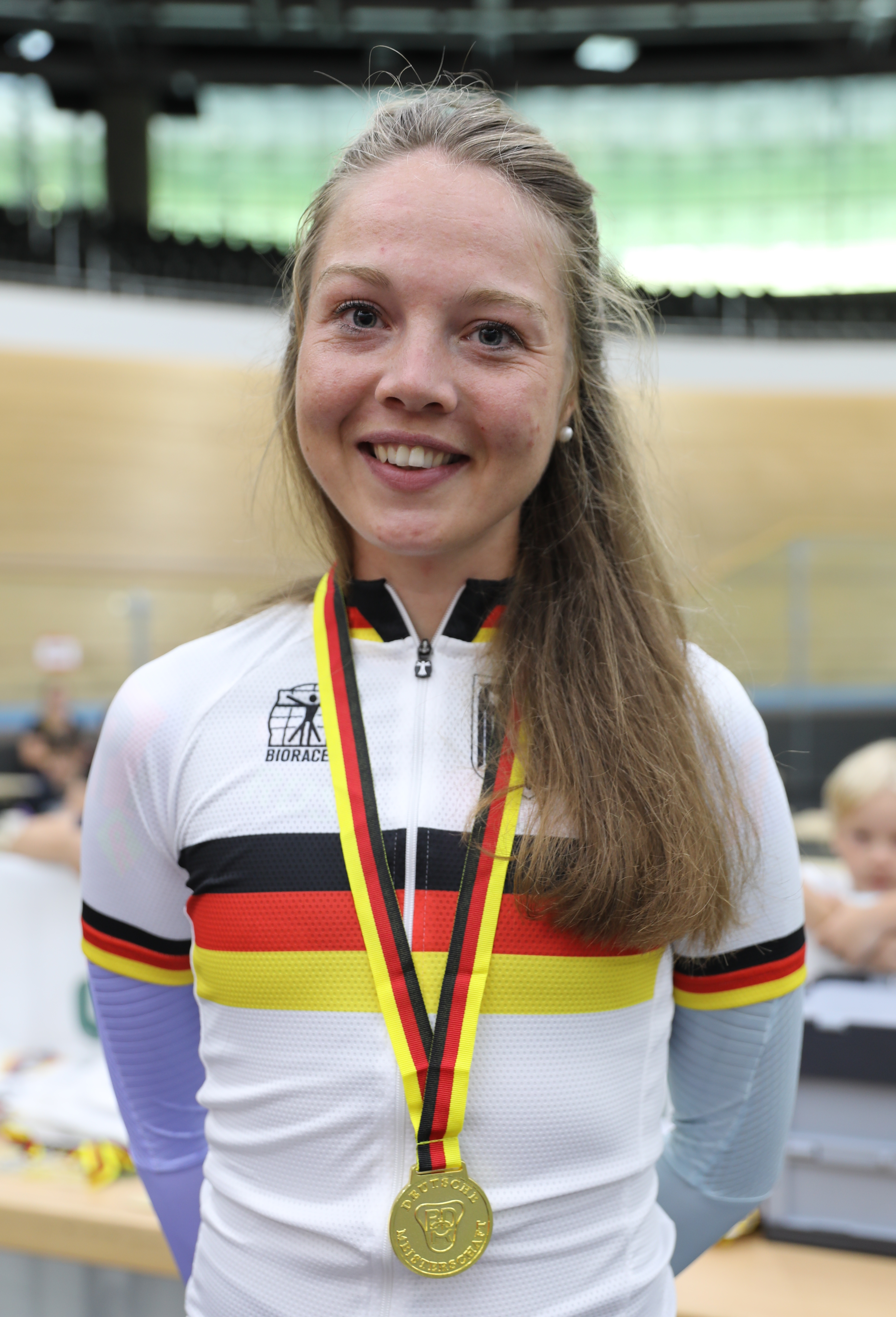
Katharina Fox wurde überraschend deutsche Meisterin in der Einerverfolgung

Diese nationalen Meisterschaften fanden drei Tage nach Ende der Olympischen Spiele in Paris statt. Es standen über 50 Entscheidungen auf dem Programm in den Klassen Elite, U19 (Junioren/Juniorinnen) und U17 (Jugend) auf dem Programm.
Rund 400 Sportlerinnen und Sportler hatten sich zu den Titelkämpfen angemeldet, darunter Olympiateilnehmer wie Luca Spiegel, Roger Kluge, Pauline Grabosch, Emma Hinze und Lea Sophie Friedrich. Friedrich und Grabosch traten im Teamsprint an, während Hinze im 500-Meter-Zeitfahren (stehender Start) startete.
Luca Spiegel, der in Paris im Sprint Platz neun belegt hatte, sicherte sich in Berlin erstmals den Elite-Meistertitel im Sprint, Felix Groß, der als Ersatzfahrer in Paris nicht zum Einsatz gekommen war, gewann die Einerverfolgung. In der 3000-Meter-Einerverfolgung der Frauen holte sich mit Katharina Fox überraschend ein „Bahn-Neuling“  den Titel.
Lea Lin Teutenberg gewann zwei Titel (Scratch und Ausscheidungsfahren), ebenso Pia Grünewald (Punktefahren und Zweier-Mannschaftsfahren). In den Ausdauerdisziplinen errang Moritz Augenstein drei Titel (Scratch, Punktefahren und mit Moritz Malcharek das Zweier-Mannschaftsfahren) sowie eine Bronzemedaille im Ausscheidungsfahren. In den Kurzzeitdisziplinen gewann Henric Hackmann den Keirin und das Zeitfahren über 1000 Meter.
In den Kurzzeitdisziplinen der Juniorinnen dominierte Anastasia Kuniß die Konkurrenz mit vier Titeln, während Joelle Amelie Messemer  sich als beste Juniorin im Ausdauerbereich erwies. Der Junior Luca Nissel holte sich drei Goldmedaillen im Kurzzeitbereich.
Im Rahmen der Meisterschaften stellte Emma Hinze mit 27,063 Sekunden einen neuen Weltrekord über 500 Meter bei fliegendem Start auf. Damit verbesserte sie einen seit 2016 bestehenden Rekord über 28,970 Sekunden, den Kristina Vogel im Jahr 2016 gefahren war.

## Resultate

### Frauen und Männer (Elite)

#### Sprint

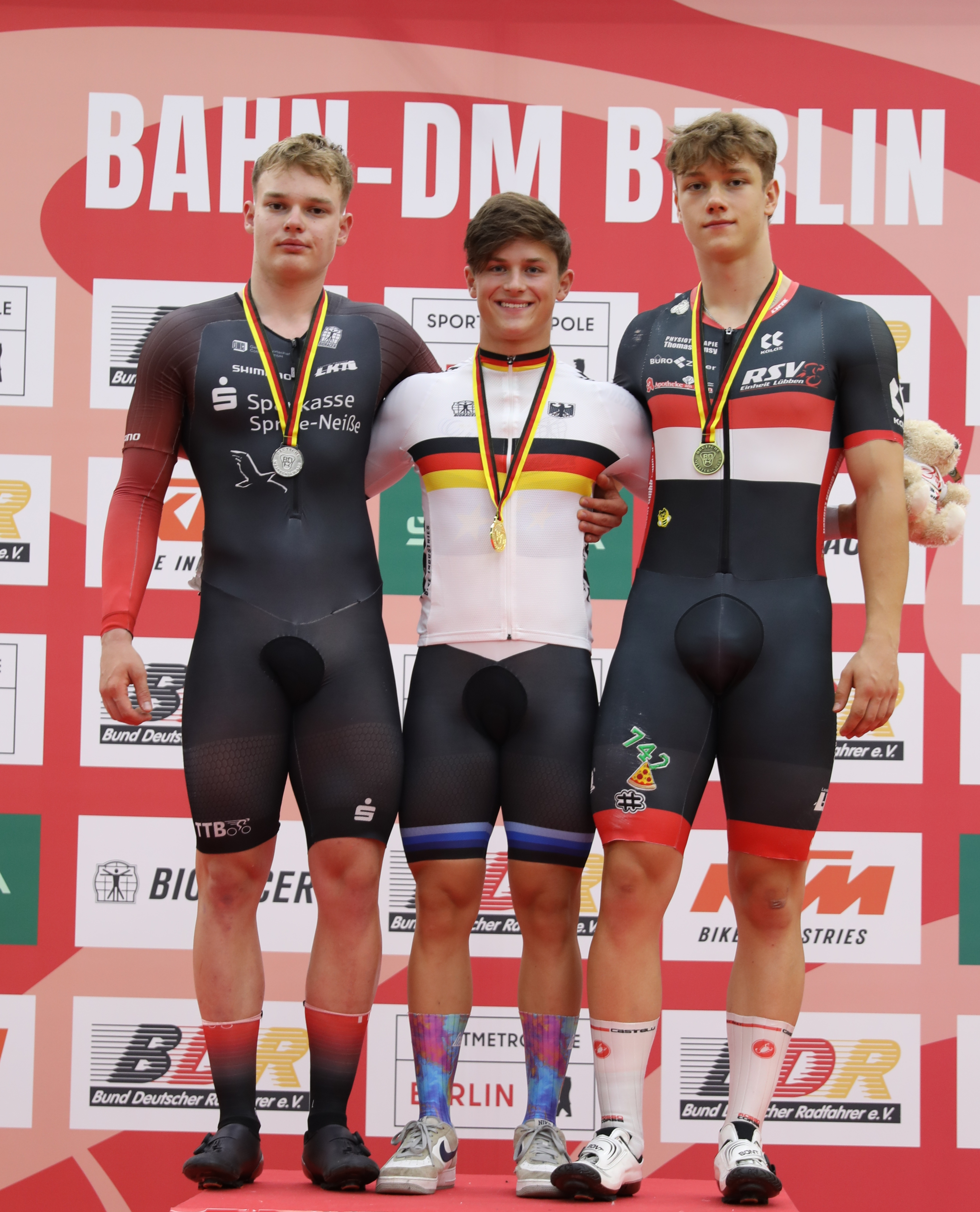
Podium Sprint der Junioren (v. l. n. r.): Tim-Louis Werner, Colin Rudolph und Luca Nissel

| Männer |                 |              |                     |
| #      | Name            | Verein/Team  | Zeit (s)            |
|        | Luca Spiegel    | RV Offenbach | 10,52 (1) 10,73 (2) |
|        | Henric Hackmann | RV Rodenbach |                     |
|        | Paul Groß       | RSC Cottbus  | 10,71 (1) 10,85 (2) |

| Frauen |                          |                    |
| #      | Name                     | Verein/Team        |
|        | Clara Schneider          | RSV Finsterwalde   |
|        | Alessa-Catriona Pröpster | RV Offenbach       |
|        | Lara-Sophie Jäger        | RSC Turbine Erfurt |

#### Keirin
| Männer |                 |                    |
| #      | Name            | Verein/Team        |
|        | Henric Hackmann | RV Rodenbach       |
|        | Kenneth Meng    | RSC Turbine Erfurt |
|        | Niklas Holfeld  | RSC Cottbus        |

| Frauen |                          |                    |
| #      | Name                     | Verein/Team        |
|        | Alessa-Catriona Pröpster | RV Offenbach       |
|        | Clara Schneider          | RSV Finsterwalde   |
|        | Lara-Sophie Jäger        | RSC Turbine Erfurt |

#### Teamsprint
| Männer |                                              |                   |            |
| #      | Name                                         | Verein/Team       | Zeit (min) |
|        | Danny-Luca Werner Pete Flemming Nik Schröter | TT Brandenburg I  | 0:44,479 G |
|        | Niklas Holfeld Paul Groß Janek Herrchen      | TT Brandenburg II | 0:44,666 G |
|        | Marc Jurczyk Kenneth Meng Jakob Vogt         | Sprintteam THÜ    | 0:45,627 B |

| Frauen |                                                                         |             |          |
| #      | Name                                                                    | Verein/Team | Zeit (s) |
|        | Lea Sophie Friedrich Pauline Grabosch Bente Lürmann Clara Schneider     | TT BRA      | 46,947 G |
|        | Anne Slosharek Lara-Sophie Jäger Alessa-Catriona Pröpster Stella Müller | LV THÜ      | 50,540 G |
|        | Paula Gloning Sophia Schrödel Josefine Weingand                         | Mix Team    | 56,763 B |

#### Zeitfahren
| Männer (1000 Meter) |                 |                |            |
| #                   | Name            | Verein/Team    | Zeit (min) |
|                     | Henric Hackmann | RV Rodenbach   | 1:01,185   |
|                     | Felix Groß      | rad-net Oßwald | 1:01,626   |
|                     | Benjamin Boos   | rad-net Oßwald | 1:01,807   |

| Frauen (500 Meter) |                          |                  |          |
| #                  | Name                     | Verein/Team      | Zeit (s) |
|                    | Emma Hinze               | RSC Cottbus      | 33,498   |
|                    | Clara Schneider          | RSV Finsterwalde | 34,387   |
|                    | Alessa-Catriona Pröpster | RV Offenbach     | 35,199   |

#### Einerverfolgung

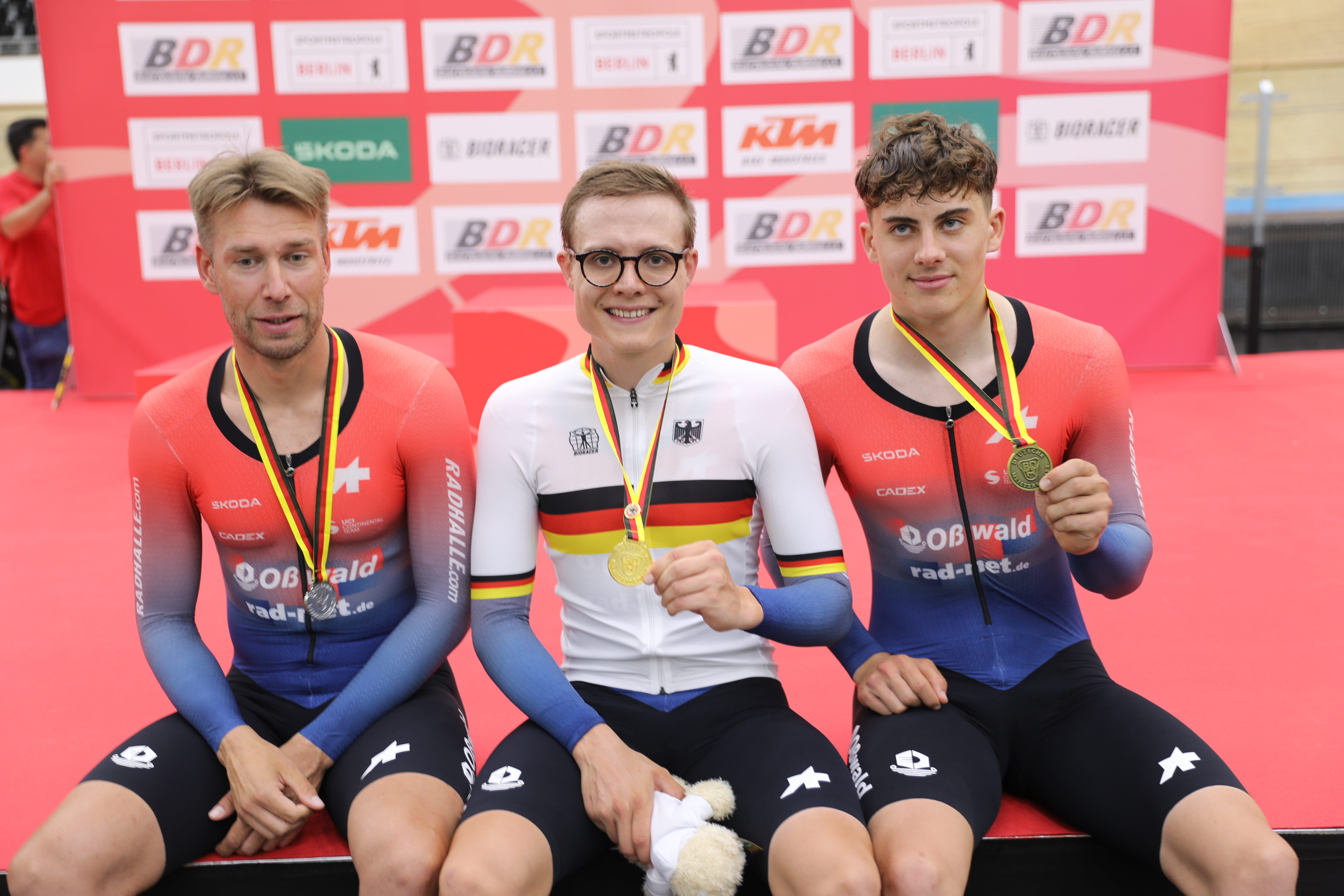
Podium der Einerverfolgung (v. l. n. r.): Roger Kluge, Felix Groß und Benjamin Boos

| Männer (4000 m) |               |                |            |
| #               | Name          | Verein/Team    | Zeit (min) |
|                 | Felix Groß    | rad-net Oßwald |            |
|                 | Roger Kluge   | rad-net Oßwald | eingeholt  |
|                 | Benjamin Boos | rad-net Oßwald | 4:16,558   |

| Frauen (3000 m) |                |                              |             |
| #               | Name           | Verein/Team                  | Zeit (min)  |
|                 | Katharina Fox  | Maxx-Solar Rose Women Racing | 3:32,385 G  |
|                 | Justyna Czapla | Canyon SRAM Racing           | 3:37, 880 G |
|                 | Hanna Dopjans  | LKT Team Brandenburg         | 3:38,429 B  |

#### Mannschaftsverfolgung

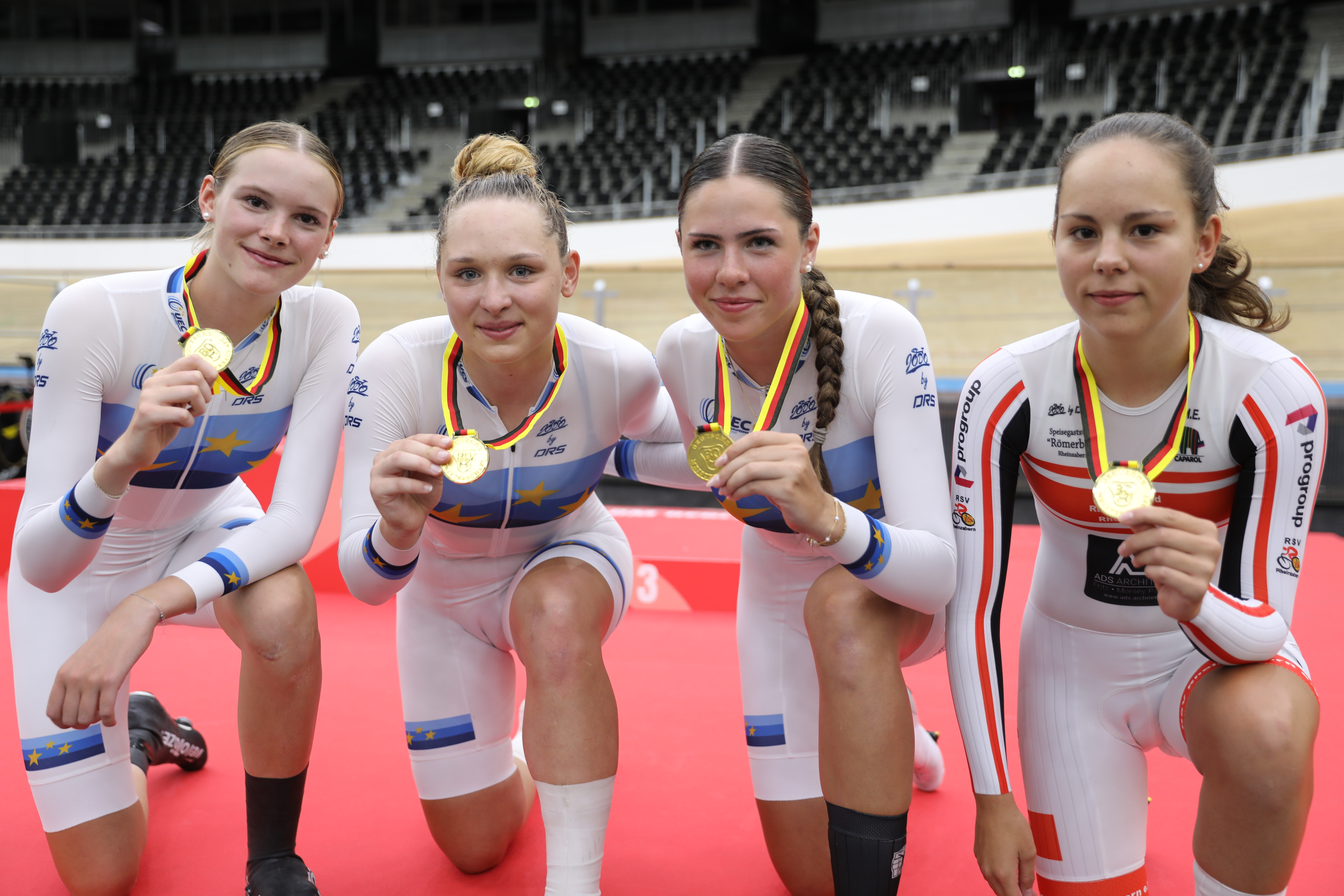
Deutsche Juniorinnen-Meisterinnen in der Mannschaftsverfolgung (v. l. n. r.): Joelle Amelie Messemer, Messane Bräutigam, Magdalena Leis und Hannah Franziska Brand

| Männer (4000 m) |                                                                         |                  |            |
| #               | Name                                                                    | Verein/Team      | Zeit (min) |
|                 | Moritz Binder Tobias Müller Roger Kluge Felix Groß Benjamin Boos        | rad-net Oßwald I |            |
|                 | Ben Felix Jochum Leon Arenz Jan-Marc Temmen Jonathan Rottmann Lucas Liß | LV NRW           | eingeholt  |
|                 | Maximilian Dörnbach Franz Groß Lui Bengelsdorf Richard Leu              | LV BRA           | 4:09,108   |

| Frauen (4000 m) |                                                                          |                      |            |
| #               | Name                                                                     | Verein/Team          | Zeit (min) |
|                 | Hanna Dopjans Lena Charlotte Reißner Pia Grünewald Seána Littbarski-Gray | LKT Team Brandenburg | 4:31,165 G |
|                 | Marla Sigmund Justyna Czapla Lea Lin Teutenberg Isabel Kämpfert          | Mix 2                | 4:37,886 G |
|                 | Victoria Stelling Olivia Schoppe Laura Kastenhuber Sam Sandten           | Mix 3                |            |

#### Scratch

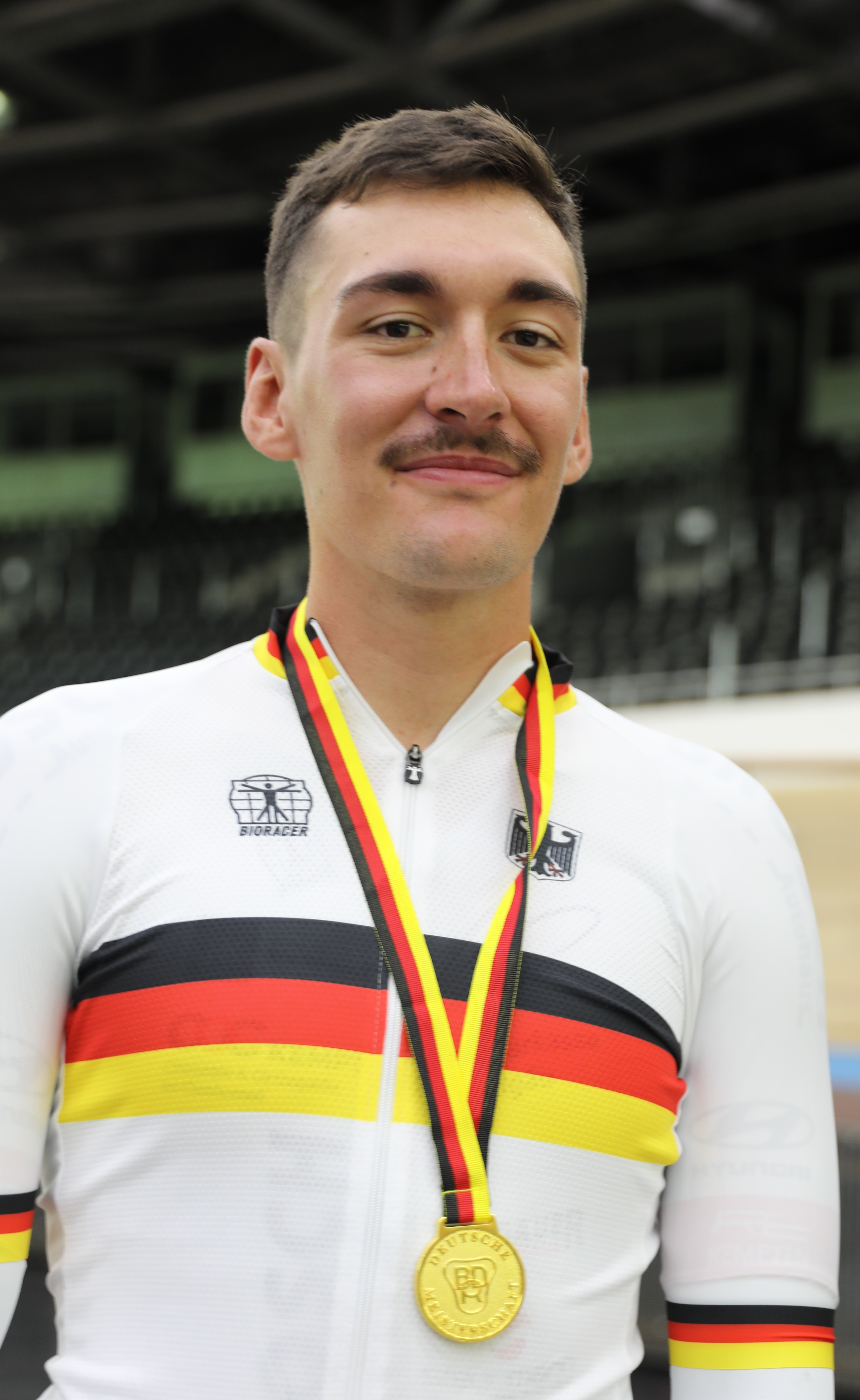
Moritz Augenstein gewann drei Gold- und eine Bronzemedaille

| Männer |                   |                           |
| #      | Name              | Verein/Team               |
|        | Moritz Augenstein | RSC Kempten               |
|        | Tobias Müller     | rad-net Oßwald            |
|        | Max-David Briese  | P&S Metalltechnik Benotti |

| Frauen |                    |                                |
| #      | Name               | Verein/Team                    |
|        | Lea Lin Teutenberg | Ceratizit-WNT Pro Cycling Team |
|        | Helena Bieber      | Maxx-Solar Rose Women Racing   |
|        | Justyna Czapla     | Canyon SRAM Racing             |

#### Ausscheidungsfahren
| Männer |                   |                |
| #      | Name              | Verein/Team    |
|        | Benjamin Boos     | rad-net Oßwald |
|        | Tobias Müller     | rad-net Oßwald |
|        | Moritz Augenstein | RSC Kempten    |

| Frauen |                    |                                |
| #      | Name               | Verein/Team                    |
|        | Lea Lin Teutenberg | Ceratizit-WNT Pro Cycling Team |
|        | Hanna Dopjans      | LKT Team Brandenburg           |
|        | Fabienne Jährig    | Maxx-Solar Rose Women Racing   |

#### Punktefahren
| Männer |                   |                           |        |
| #      | Name              | Verein/Team               | Punkte |
|        | Moritz Augenstein | RSC Kempten               | 36     |
|        | Roger Kluge       | rad-net Oßwald            | 24     |
|        | Max-David Briese  | P&S Metalltechnik Benotti | 18     |

| Frauen |                       |                              |        |
| #      | Name                  | Verein/Team                  | Punkte |
|        | Pia Grünewald         | LKT Team Brandenburg         | 25     |
|        | Seána Littbarski-Gray | LKT Team Brandenburg         | 23     |
|        | Fabienne Jährig       | Maxx-Solar Rose Women Racing | 21     |

#### Zweier-Mannschaftsfahren (Madison)
| Männer |                                    |                                                      |        |
| #      | Name                               | Verein/Team                                          | Punkte |
|        | Moritz Augenstein Moritz Malcharek | RSV Kempten Maloja Pushbikers                        | 43     |
|        | Tobias Müller Benjamin Boos        | rad-net Oßwald                                       | 32     |
|        | Calvin Dik Nicolas Zippan          | RSV Werner Otto Berlin RSV Königswusterhausen/Wildau | 24     |

| Frauen |                                  |                                                         |        |
| #      | Name                             | Verein/Team                                             | Punkte |
|        | Pia Grünewald Hanna Dopjans      | LKT Team Brandenburg                                    | 30     |
|        | Justyna Czapla Marla Sigmund     | Canyon SRAM Racing FC St. Pauli                         | 28     |
|        | Isabel Kämpfert Katharina Paggel | 1. RV Stuttgardia Stuttgart 1886 RV Union 1886 Nürnberg | 21     |

#### Omnium
| Männer (Scratch, Temporunden, Ausscheidungsfahren, Punktefahren) |                     |                          |        |
| #                                                                | Name                | Verein/Team              | Punkte |
|                                                                  | Tim Torn Teutenberg | Lidl-Trek Future Racing  | 178    |
|                                                                  | Roger Kluge         | rad-net Oßwald           | 147    |
|                                                                  | Ben-Felix Jochum    | Lotto-Kern Haus-PSD Bank | 144    |

| Frauen (Scratch, Temporunden, Ausscheidungsfahren, Punktefahren) |                   |                                |        |
| #                                                                | Name              | Verein/Team                    | Punkte |
|                                                                  | Franziska Brauße  | Ceratizit-WNT Pro Cycling Team | 124    |
|                                                                  | Messane Bräutigam | RSV Rheinzabern                | 124    |
|                                                                  | Fabienne Jährig   | BRC Zugvogel Berlin            | 121    |

### Juniorinnen und Junioren

#### Sprint
| Junioren |                  |                    |
| #        | Name             | Verein/Team        |
|          | Colin Rudolph    | RSV 54 Venusberg   |
|          | Tim-Louis Werner | RSC Cottbus        |
|          | Luca Nissel      | RSV Einheit Lübben |

| Juniorinnen |                 |                        |
| #           | Name            | Verein/Team            |
|             | Anastasia Kuniß | RSV Speiche            |
|             | Amy Weber       | RSC Turbine Erfurt     |
|             | Athina Trommler | RK Endspurt 09 Cottbus |

#### Keirin
| Junioren |                  |                    |
| #        | Name             | Verein/Team        |
|          | Luca Nissel      | RSV Einheit Lübben |
|          | Theo Fischer     | HSG Uni Greifswald |
|          | Tim-Louis Werner | RSC Cottbus        |

| Juniorinnen |                  |                        |
| #           | Name             | Verein/Team            |
|             | Anastasia Kuniß  | RSV Speiche            |
|             | Emily-Marie Koch | Schweriner SC          |
|             | Athina Trommler  | RK Endspurt 09 Cottbus |

#### Zeitfahren
| Junioren (1000 Meter) |               |                    |            |
| #                     | Name          | Verein/Team        | Zeit (min) |
|                       | Luca Nissel   | RSV Einheit Lübben | 1:03,021   |
|                       | Benjamin Bock | RSC Cottbus        | 1:03,822   |
|                       | Theo Fischer  | HSG Uni Greifswald | 1:04,180   |

| Juniorinnen (500 Meter) |                 |                        |          |
| #                       | Name            | Verein/Team            | Zeit (s) |
|                         | Anastasia Kuniß | RSV Speiche            | 35,927   |
|                         | Amy Weber       | RSC Turbine Erfurt     | 36,856   |
|                         | Athina Trommler | RK Endspurt 09 Cottbus | 37,378   |

#### Teamsprint
| Junioren |                                             |                  |          |
| #        | Name                                        | Verein/Team      | Zeit (s) |
|          | Til Krüger Tim-Louis Werner Luca Nissel     | LV Brandenburg I | 45,309 G |
|          | Lucas Fiedler Benjamin Bock Maurice Steckel | LV THÜ           | 45,930 G |
|          | Leonidas Rekowski Peer Weiße Colin Rudolph  | LV SAC           | 46,626 B |

| Juniorinnen |                                               |              |          |
| #           | Name                                          | Verein/Team  | Zeit (s) |
|             | Amy Weber Anastasia Kuniß Isabelle Gentzik    | LV THÜ / SAC | 51,726 G |
|             | Emily-Marie Koch Mira Rosinski Carlotta Zemke | LV MEV       | 52,028 G |
|             | Lara Colberg Celine Prochnau Athina Trommler  | LV BRA I     | 53,156 B |

#### Einerverfolgung
| Junioren (3000 m) |                  |                  |            |
| #                 | Name             | Verein/Team      | Zeit (min) |
|                   | Paul-Felix Petry | Tuspo Weende     | 3:13,792 G |
|                   | Ian Kings        | JEGG-DJR Academy | 3:14,171 G |
|                   | Louis Gentzik    | SSV Gera 1990    | 3:16,339 B |

| Juniorinnen (2000 m) |                        |                 |            |
| #                    | Name                   | Verein/Team     | Zeit (min) |
|                      | Joelle Amelie Messemer | RSC Linden      | 2:25,461 G |
|                      | Julia Servay           | RSC Biberach    | 2:27,049 G |
|                      | Messane Bräutigam      | RSV Rheinzabern | 2:26,291 B |

#### Mannschaftsverfolgung
| Junioren (4000 m) |                                                                |             |            |
| #                 | Name                                                           | Verein/Team | Zeit (min) |
|                   | Louis Gentzik Hugo Esch Oskar Weiß Victor Wedekind             | LV THÜ      | 4:05,775 G |
|                   | Paul-Jonas Adamczak Paul Fietzke Attila Höfig Zeno Levi Winter | LV BRA      | 4:09,623 G |
|                   | Colin Plich Lennart Drees Emil Harneke Ian Kings Moritz Mauss  | LV NRW      | 4:13,025   |

| Juniorinnen (4000 m) |                                                                                |                    |            |
| #                    | Name                                                                           | Verein/Team        | Zeit (min) |
|                      | Magdalena Leis Joelle Amelie Messemer Messane Bräutigam Hannah Franziska Brand | LV Rheinland-Pfalz |            |
|                      | Leni Bauer Ilaria Rothe Julia Servay Noemi Böttcher Clara Jäger                | LV WÜB             | eingeholt  |
|                      | Gianna Schmieder Laura Nollau Pia Kressin Caoilinn Littbarski-Gray             | Mix Team           |            |

#### Punktefahren
| Junioren (80 Runden = 20 km) |                 |                 |        |
| #                            | Name            | Verein/Team     | Punkte |
|                              | Hugo Schiffner  | SC DHfK Leipzig | 12     |
|                              | Attila Höfig    | RSC Cottbus     | 11     |
|                              | Victor Wedekind | RSC Cottbus     | 10     |

| Juniorinnen (60 Runden = 15 km) |               |                             |        |
| #                               | Name          | Verein/Team                 | Punkte |
|                                 | Clara Jäger   | SC Furtwangen               | 28     |
|                                 | Laura Nollau  | RSV Chemnitz                | 13     |
|                                 | Paula Gloning | E-Racers Top Level Augsburg | 12     |

#### Ausscheidungsfahren
| Junioren |              |                         |
| #        | Name         | Verein/Team             |
|          | Hugo Esch    | RSC Waltershausen-Gotha |
|          | Luis Straßer | SC DHfK Leipzig         |
|          | Moritz Mauss | VfR Büttgen 1912        |

| Juniorinnen |                          |                                |
| #           | Name                     | Verein/Team                    |
|             | Paula Gloning            | SG Radschläger 1970 Düsseldorf |
|             | Caoilinn Littbarski-Gray | RSC Turbine Erfurt             |
|             | Laura Nollau             | RSV Chemnitz                   |

#### Zweier-Mannschaftsfahren (Madison)
| Junioren |                                  |                                                      |        |
| #        | Name                             | Verein/Team                                          | Punkte |
|          | Paul-Jonas Adamczak Attila Höfig | RSC Cottbus                                          | 37     |
|          | Hugo Esch Victor Wedekind        | RSC Waltershausen-Gotha RSV Blau-Weiß Meiningen 1983 | 29     |
|          | Hugo Schiffner Luis Straßer      | SC DHfK Leipzig                                      | 46     |

| Juniorinnen |                                          |                                       |        |
| #           | Name                                     | Verein/Team                           | Punkte |
|             | Messane Bräutigam Joelle Amelie Messemer | RSV Rheinzabern RSC Linden            | 45     |
|             | Caoilinn Littbarski-Gray Pia Kressin     | RSC Turbine Erfurt RSC Turbine Erfurt | 16     |
|             | Julia Servay Clara Jäger                 | RSC Biberach SC Furtwangen            | 15     |

#### Omnium
| Junioren (Scratch, Temporunden, Ausscheidungsfahren, Punktefahren) |                 |                         |        |
| #                                                                  | Name            | Verein/Team             | Punkte |
|                                                                    | Moritz Mauss    | VfR Büttgen             | 158    |
|                                                                    | Hugo Esch       | RSC Waltershausen-Gotha | 134    |
|                                                                    | Victor Wedekind | RSV Blau-Weiß Meiningen | 134    |

| Juniorinnen (Scratch, Temporunden, Ausscheidungsfahren, Punktefahren) |                          |                             |        |
| #                                                                     | Name                     | Verein/Team                 | Punkte |
|                                                                       | Caoilinn Littbarski-Gray | RSV Turbine Erfurt          | 130    |
|                                                                       | Paula Gloning            | E-Racers Top Level Augsburg | 113    |
|                                                                       | Leni Bauer               | RSV Stuttgart-Vaihingen     | 107    |